# Marianne Fay
Pour les articles homonymes, voir Fay.
Marianne Fay est une économiste et écrivaine américaine. Elle est spécialisée dans les infrastructures, le développement et le changement climatique. Elle a étudié dans l'Université Columbia situé à New-York

## Biographie

### Parcours universitaire
Marianne Fay obtient un doctorat en économie de l'Université Columbia en 1994, avec une thèse sur le thème "Infrastructure, distribution des revenus et croissance".

### Carrière
Marianne Fay est une chercheuse en économie, avec une spécialité sur le thème du changement climatique mondial,. Elle est économiste en chef pour la vice-présidence du développement durable à la Banque mondiale, où elle occupe précédemment le poste d'économiste en chef pour le changement climatique. Tout en travaillant avec la Banque mondiale, elle dirige un certain nombre de rapports et rédige plusieurs articles sur les thèmes de l'infrastructure, de l'urbanisation et du changement climatique. Elle intervient régulièrement dans des congrès,,,.
Elle soutient depuis longtemps que « le changement climatique représente une menace directe et immédiate pour la réduction de la pauvreté ». En s'adressant au New Times du Rwanda en 2009, elle note que : « Les pays d'Afrique subsaharienne sont touchés de manière disproportionnée par le changement climatique... Ils ont besoin d'un soutien financier et technologique accru pour aider les personnes vulnérables à s'adapter au changement climatique, tout en répondant aux besoins énergétiques urgents.
En 2010, elle co-dirige le Rapport sur le développement dans le monde et le changement climatique et contribue à plusieurs autres rapports sur le développement dans le monde,. En 2012, elle devient membre fondatrice de la Green Growth Knowledge Platform, dirigée par le Global Green Growth Institute, l'Organisation de coopération et de développement économiques (OCED), le Programme des Nations Unies pour l'environnement, l'Organisation des Nations unies pour le développement industriel et le Banque mondiale. Elle évoque avec des journalistes, dans la foulée de la publication d'un rapport de la Banque mondiale en 2017, la nécessité pour l'Amérique latine de pérenniser son infrastructure. Elle est actuellement membre du comité directeur de la plateforme de connaissances sur la croissance verte.

### Travaux
- Fay, Martimort et Straub, Funding and financing infrastructure: the joint-use of public and private finance (Série de documents de travail sur la recherche sur les politiques de la Banque mondiale), econpapers.repec.org, 2018 (lire en ligne)
- Fay et Straub, Rising incomes and inequality of access to infrastructure among Latin American households (Série de documents de travail sur la recherche sur les politiques de la Banque mondiale), econpapers.repec.org, 2017 (lire en ligne)
- Hallegatte, Bangalore, Bonzanigo et Fay, Climate change and poverty -- an analytical framework (Série de documents de travail sur la recherche sur les politiques de la Banque mondiale), econpapers.repec.org, 2014 (lire en ligne)
- Hallegatte, Fay et Vogt-Schilb, Green industrial policies: when and how (Série de documents de travail sur la recherche sur les politiques de la Banque mondiale), econpapers.repec.org, 2013 (lire en ligne)
- Hallegatte, Heal, Fay et Tréguer, From Growth to Green Growth - a Framework (Documents de travail du NBER du National Bureau of Economic Research), econpapers.repec.org, 2012 (lire en ligne)
- Fay, Iimi et Perrissin-Fabert, Financing greener and climate-resilient infrastructure in developing countries - challenges and opportunities (Documents de la BEI de la Banque européenne d'investissement), econpapers.repec.org, 2010 (lire en ligne)
- Fay, Block, Carrington et Ebinger, Adapting to Climate Change in ECA (Autres études opérationnelles de la Banque mondiale), econpapers.repec.org, 2009 (lire en ligne)
- Brown, Fay, Lall et Gun Wang, Death of distance? Economic implications of infrastructure improvement in Russia (Documents de la BEI de la Banque européenne d'investissement, Département des affaires économiques), econpapers.repec.org, 2008 (lire en ligne)
- Estache et Fay, Current debates on infrastructure policy (Série de documents de travail sur la recherche sur les politiques de la Banque mondiale), econpapers.repec.org, 2007 (lire en ligne)
- Fay, De Rosa et Ilieva, Product market regulation in Bulgaria: a comparison with OECD Countries (Série de documents de travail sur la recherche sur les politiques de la Banque mondiale), econpapers.repec.org, 2007 (lire en ligne)